# 小行星7586
小行星7586（7586 Bismarck）是一颗绕太阳运转的小行星，为主小行星带小行星。该小行星于1991年9月13日发现。

## 轨道参数
小行星7586的轨道半长轴为2.7831181 UA，离心率为0.189。